# Simon Kldiaszwili

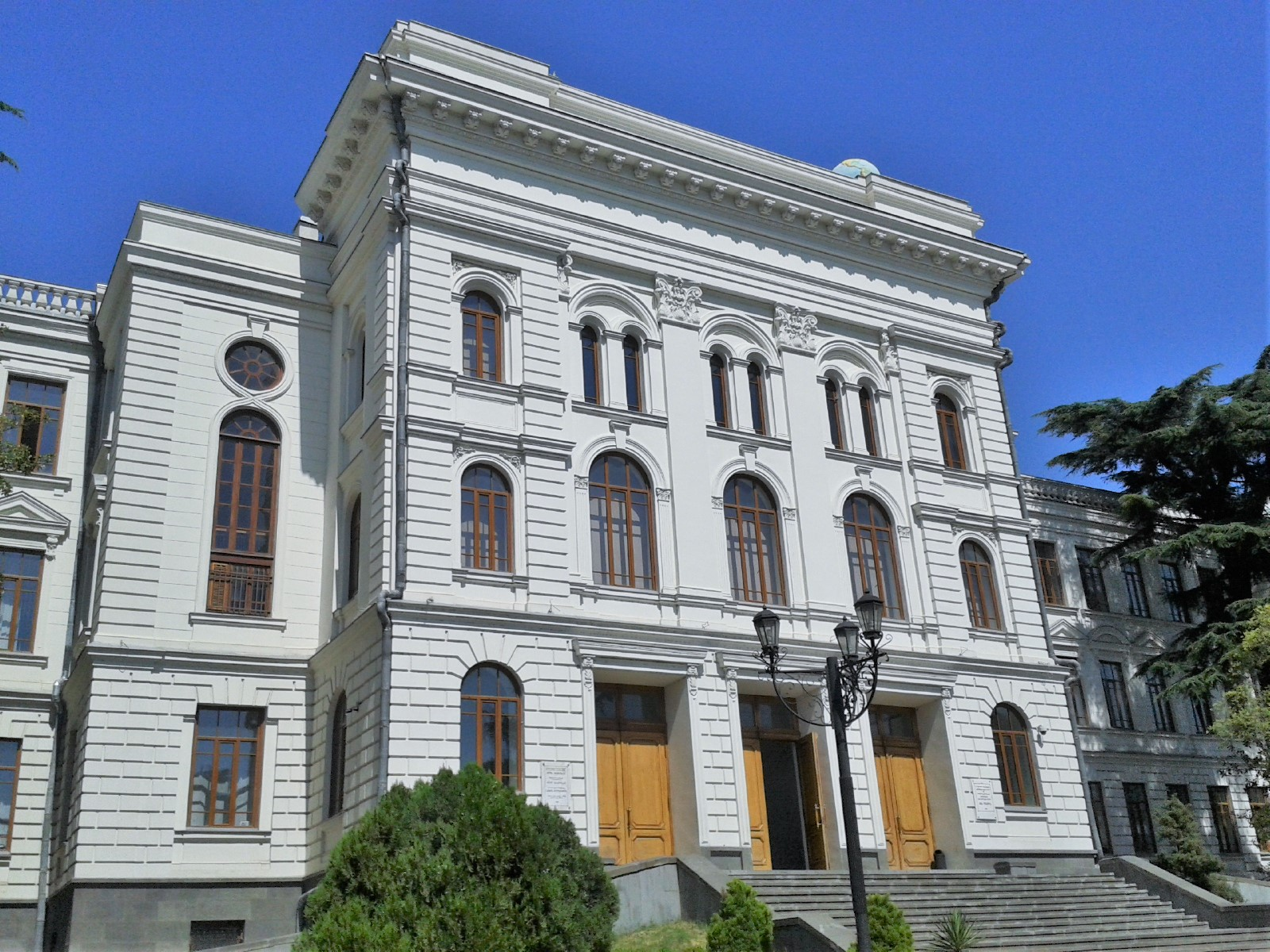
Uniwersytet Państwowy w Tbilisi. Architekt: S. Kldiaszwili, 1899–1906.

Simon Kldiaszwili (gruz. სიმონ კლდიაშვილი; ur. 2 lutego 1865, zm. 26 maja 1920) – gruziński architekt, najbardziej znany ze swojego eklektycznych projektów w Tbilisi, w tym budynku uczelni, która w 1918 przekształciła się Tbiliski Uniwersytet Państwowy. Był jedną z czołowych postaci gruzińskiego ruchu art nouveau.

## Rodzina
Simon Kldiaszwili urodził się w gruzińskiej rodzinie szlacheckiej w mieście Kutaisi, będącym wówczas częścią Imperium Rosyjskiego. Jego ojciec Grigol Kldiaszwili był oficerem armii rosyjskiej, a matka Eprosine Kldiaszwili (z domu Kipiani) była dziennikarką i aktorką teatralną oraz siostrzenicą gruzińskiego intelektualisty Dimitri Kipianiego. Jego młodsi bracia, Alexander i Andria, byli odpowiednio pionierem chemii i inżynierem elektrykiem. Jego siostra Mariam była śpiewaczką operową. Jego druga siostra, Nino, była babcią ze strony ojca popularnego aktora Dodo Abaszydze.

## Kariera
Simon Kldiaszwili ukończył szkołę artystyczną w Moskwie w 1895 i przez krótki czas wykonywał prywatną praktykę jako architekt w guberni kostromskiej, zanim w 1896 przeniósł się do Suchumi jako główny architekt miasta. Na zaproszenie gruzińskiej szlachty Kldiaszwili zaprojektował w 1899 Gruzińskie Gimnazjum Szlacheckie w Tbilisi, w którym obecnie mieści się główna jednostka Uniwersytetu Państwowego w Tbilisi, i nadzorował jego budowę do 1906. Jest autorem kilku eklektycznych i secesyjnych budowli w centrum Tbilisi, także nadzorował w 1902 odnawianie rezydencji książąt Kobulaszwili, obecnie Państwowa Akademia Sztuk Pięknych w Tbilisi. Ponadto towarzyszył archeologowi Ekwtime Takaiszwili w jego wyprawach do Tao-Klarjeti w 1902 i Racha–Leczchumi w 1910.
Simon Kldiaszwili zmarł 26 maja 1920 i został pochowany w panteonie Didube w Tbilisi.